# Ryoichi Kawazu
Ryoichi Kawazu (født 22. maj 1992) er en japansk fodboldspiller.